# 17.ª Divisão de Infantaria (Alemanha)
A 17ª Divisão de Infantaria foi uma divisão da Alemanha na Segunda Guerra Mundial, se tornando parte do Exercito permanente em 1939.

## Linhagem
- Wehrgauleitung Nürnberg
- Infanterieführer VII
- 17ª Divisão de Infantaria

## Campanhas
- Ocupação Austríaca (1938)
- Polônia (Setembro 1939 - maio de 1940)
- Formação para a Invasão da Inglaterra (1940)
- França (Maio 1940 - junho de 1941)
- Frente Oriental, setor central (Junho 1941 - julho de 1942)
- França (Julho de 1942 - Fevereiro 1943)
- Frente Oriental, Setor Sul (Fevereiro 1943 - Nov 1944)
- Polônia (Nov 1944 - Mar 1945)
- Checoslováquia  (Mar 1945 - Abril 1945)

## História
Esta unidade foi formada em outubro de 1934, em Nuremberg. Ela era originalmente conhecida como Wehrgauleitung Nürnberg. Pouco depois foi criada a unidade foi dado o nome de Artillerieführer VII.
As unidades orgânicas regimental desta divisão foram formados pela expansão da 21. (Bayerisches) Infanterie Regiment da 7.Division da Reichswehr.
Com o anúncio formal da criação da Wehrmacht em 15 de outubro de 1935,  o nome Artillerieführer VII foi abandonado e esta unidade se tornou oficialmente conhecido como 17ª Divisão de Infantaria.
A Divisão participou na ocupação da Áustria, em 12 de março de 1938.
Em janeiro de 1945, a divisão foi quase totalmente destruído no dobre Weichsel, enquanto o restante sobreviveu em Neumarkt-Breslau. Foram reformadas em março de 1945 em Schlesien (Hirschberg - Bad Warmbrunn área) a partir de restos da antiga divisão e de diversas unidades. Tiveram breves lutas até o fim em maio de 1945 quando eles largaram as armas na região da Montanha Riesen.

## Organização

### Organização Geral
- Regimento de Infantaria 21
- Regimento de Infantaria 55
- Regimento de Infantaria 95
- Regimento de Artilharia 17
- Aufklärungs-Abteilung 17
- Panzerjäger-Abteilung 17
- Pionier-Bataillon 17
- Nachrichten-Abteilung 17

### 1939
- Regimento de Infantaria 21
- Regimento de Infantaria 55
- Regimento de Infantaria 95
- Aufklärungs-Abteilung 17
- Regimento de Artilharia 17
- I. Abteilung
- II. Abteilung
- III. Abteilung
- I./Regimento de Artilharia 53
- Beobachtungs-Abteilung 17 (1)
- Pionier-Bataillon 17
- Panzerabwehr-Abteilung 17
- Nachrichten-Abteilung 17
- Feldersatz-Bataillon 17
- Versorgungseinheiten 17

### 1942
- Regimento Granadeiro 21
- Regimento Granadeiro 55
- Regimento Granadeiro 95
- Radfahr-Bataillon 17
- Artillerie-Regiment 17
- I. Abteilung
- II. Abteilung
- III. Abteilung
- I./Regimento de Artilharia 53
- Pionier-Bataillon 17
- Panzerjäger-Abteilung 17
- Nachrichten-Abteilung 17
- Versorgungseinheiten 17

### 1944-1945
- Regimento Granadeiro 21
- Regimento Granadeiro 55
- Regimento Granadeiro 95
- Füsilier-Bataillon 17
- Artillerie-Regiment 17
- I. Abteilung
- II. Abteilung
- III. Abteilung
- I./Regimento de Artilharia 53
- Pionier-Bataillon 17
- Panzerjäger-Abteilung 17
- Nachrichten-Abteilung 17
- Feldersatz-Bataillon 17
- Versorgungseinheiten 17

## Comandantes
- Generalmajor Eugen Ritter von Schobert (15 Outubro 1935 - 1 Março 1936)
- Generalleutnant Curt Haase (1 Março 1936 - 1 Outubro 1937)
- Generalleutnant Erich Friderici (12 Outubro 1937 - 1 Abril 1939)
- Generalleutnant Herbert Loch (1 Abril 1939 - 27 Outubro 1941)
- Generalleutnant Ernst Güntzel (27 Outubro 1941 - 25 de dezembro de 1941)
- General de Infantaria Gustav-Adolf von Zangen (25 Dezembro 1941 - 1 Abril 1943)
- Generalleutnant Richard Zimmer (1 Abril 1943 -? Fevereiro 1944)
- Generalleutnant Otto-Hermann Brücker (? Fevereiro 1944 - 15 Mar 1944)
- Generalmajor Georg Haus (15 Mar 1944 - 16 Abril 1944)
- Generalleutnant Otto-Hermann Brücker (16 Abril 1944 -? Maio 1944)
- Generalleutnant Richard Zimmer (? Maio 1944 - 28 Setembro 1944)
- Generalmajor Max Sachsenheimer (28 Setembro 1944 -? Abril 1945)

## Oficiais de Operações
- Oberstleutnant Siegfried Rasp (1 Novembro 1938 - Outubro 1939)
- Oberstleutnant Kurt Freiherr von Liebenstein (Outubro 1939 - Fevereiro 1940)
- Oberstleutnant Paul Gäthgens (Fevereiro 1940 - junho de 1940)
- Oberstleutnant Bernhard Pezold (Junho de 1940 - Fevereiro 1941)
- Major Hans Dieckmann (Fevereiro 1941 - maio de 1942)
- Oberstleutnant Wilhelm Freiherr von Maltzahn (Maio 1942 - julho de 1943)
- Oberstleutnant Eduard Schwandner (12 de Julho de 1943 - 27 Agosto 1943)
- Oberstleutnant Leo Waldmüller (27 Agosto 1943 - 25 Agosto 1944)
- Major Hermann Kesselheim (25 Agosto 1944 - 29 Jan 1945) (MIA)
- Major Josef Bailer (29 Janeiro 1945 - 15 Março 1945)
- Major Christoph Kutscher (15 Março 1945 - 1945)

## Serviço de guerra
| Datas           | Corpo                 | Exército           | Grupo de Exército | Área                     |
| --------------- | --------------------- | ------------------ | ----------------- | ------------------------ |
| Set 39          | XIII                  | 8º Exército        | Süd               | Schlesien, Polônia       |
| Out 39          | III                   | 6º Exército        | B                 | Eifel                    |
| Dez 39          | XIII                  | 16º Exército       | A                 | Trier                    |
| Jan 40 - Mai 40 | XIII                  | 16º Exército       | A                 | Trier, Luxemburgo        |
| Jun 40          | XIII                  | 12º Exército       | A                 | França (Oise)            |
| Jul 40          | XIII                  | 9º Exército        | A                 | França                   |
| Ago 40 - Fev 41 | XIII                  | 16º Exército       | A                 | França                   |
| Mar 41          | XXIII                 | 16º Exército       | A                 | França                   |
| Abr 41          | XXXVII                | 16º Exército       | A                 | França                   |
| Mai 41          | XXXVII                | 15º Exército       | D                 | França                   |
| Jun 41          | XIII                  | 4º Exército        | Mitte             | Brest-Litovsk            |
| Jul 41          | IX                    | 4º Exército        | Mitte             | Bialystok                |
| Ago 41 - Out 41 | XIII                  | 2º Exército        | Mitte             | Gomel, Tschernigow       |
| Nov 41 - Dez 41 | XIII                  | 4º Exército        | Mitte             | Moscou                   |
| Jan 42 - Fev 42 | XII                   | 4º Exército        | Mitte             | Juchnow                  |
| Mar 42 - Abr 42 | XX                    | 4º Exército Panzer | Mitte             | Gshatsk                  |
| Mai 42          | Reserva               | 3º Exército Panzer | Mitte             | Gshatsk                  |
| Jun 42 - Mar 43 | XXV Corpo de Exército | 7º Exército        | D                 | Bretanha (HQ: Quimperle) |
| Abr 43          | Reserva               | 6º Exército        | Süd               | Mius                     |
| Mai 43 - Set 43 | XXIX                  | 6º Exército        | Süd               | Mius                     |
| Out 43          | XXIX                  | 6º Exército        | A                 | Dnjepr, Nikopol          |
| Nov 43          | XXIX                  | 1º Exército Panzer | Süd               | Dnjepr, Nikopol          |
| Dez 43          | IV                    | 1º Exército Panzer | Süd               | Dnjepr, Nikopol          |
| Jan 44 - Fev 44 | IV                    | 6º Exército        | Süd               | Dnjepr, Nikopol          |
| Mar 44          | XVII                  | 6º Exército        | A                 | Uman                     |
| Abr 44          | XVII                  | 6º Exército        | Südukraine        | Kishinev                 |
| Mai 44          | XXXX                  | 6º Exército        | Südukraine        | Kishinev                 |
| Jun 44          | LII                   | 6º Exército        | Südukraine        | Kishinev                 |
| Jul 44          | Reserva               | 8º Exército        | Südukraine        | Jassy                    |
| Out 44          | XXXXVI                | 9º Exército        | Mitte             | Warka, Radom             |
| Set 44 - Out 44 | VIII                  | 9º Exército        | Mitte             | Warka, Radom             |
| Nov 44 - Dez 44 | LVI                   | 4º Exército Panzer | A                 | Warka, Radom             |
| Jan 45          | LVI                   | 9º Exército        | A                 | Warka, Radom             |
| Fev 45          | Reserva               | --                 | Mitte             | Lissa, Oder              |
| Abr 45          | VIII                  | 17º Exército       | Mitte             | Görlitz                  |
| Mai 45          | GD                    | 17º Exército       | Mitte             | Montanhas de Riesen      |